# Erigeron campanensis
Erigeron campanensis là một loài thực vật có hoa trong họ Cúc. Loài này được Valdeb., Lowrey & Stuessy mô tả khoa học đầu tiên năm 1986.